# Katsuyuki Miyazawa
Katsuyuki Miyazawa (jap. 宮沢 克行 Miyazawa Katsuyuki; ur. 15 września 1976) – japoński piłkarz występujący na pozycji pomocnika.

## Kariera klubowa
Od 1999 do 2012 roku występował w klubach Urawa Reds, Albirex Niigata i Montedio Yamagata.